# 岡本郭男
岡本 郭男（おかもと あつお、1955年12月14日 - ）は、京都府舞鶴市出身のドラマー、スタジオ・ミュージシャンである。
ヤマハネム音楽院（現 ヤマハ音楽院）中退。19歳の時に浜田省吾に誘われ、「愛奴」でデビュー。解散後、スタジオ・ミュージシャンとして活動開始。松山千春、チェリッシュらのレコーディングやライブ・サポート等を経て、「スペクトラム」に参加。スペクトラム解散後は、スタジオやライブ・サポートの場面で活動しながら、「AB'S」を結成、1990年代には「THE TRIPLE X」に参加。2007年からはブラス・ロックバンド「BLUFF」、2009年にはSHŌGUN（参加当時はSHŌGUN STYLE名義）に参加するなど、バンド活動も続けている。
フリースピリット音楽芸能学園のドラム科講師を務めるなど、後進の育成にも力を注いでいる。

## 略歴
中学時代にギターを弾き始め、友人と3人でフォーク・トリオを組む。
京都府立東舞鶴高等学校在学中にドラムをはじめ、後にシグナルに加入する住出勝則とハードロックバンドを組んで活動。高校卒業後、ヤマハネム音楽院に入学、ドラムの奏法や音楽理論などを学ぶ。松下誠、山本恭司らとは同級生。
1975年 - 浜田省吾に誘われ、愛奴に参加。ヤマハネム音楽院中退。
1976年 - 愛奴が解散。スタジオ・ミュージシャンとして活動開始。
1979年 - 新田一郎、渡辺直樹らに誘われスペクトラムに参加、多忙な日々を送る。アミューズに所属。
1981年 - スペクトラム解散。スタジオの仕事がメインとなる。
1982年 - 芳野藤丸の1stアルバム「YOSHINO FUJIMAL」のレコーディングに参加、レコーディング・メンバーで意気投合し、AB'Sを結成。ロンドン録音を含む3枚のアルバムをリリース。同時に、スタジオ・ミュージシャンとしての仕事も多くこなす。
1985年 - AB'S活動休止。これにより暫くの間スタジオとライブのサポートに従事。
1997年 - 「THE TRIPLE X」結成に伴い桑名正博らより加入要請があり、田辺モットと共にメンバー入り、インディーズ・レーベルで2枚アルバムをリリース後、2002年にメジャー・レーベルで「人生の訓示」をリリースしたが、同年で活動休止となる。
2003年 - AB'Sがオリジナル・メンバーでライブ活動を再開。2005年にCrossover Japan '05に出演。2005年、2007年にはオリジナル・アルバムをリリース。
2007年 - 松木隆裕と吉田俊之に誘われ、ブラス・ロックバンド『BLUFF』に参加。
2008年 - 講師仲間の中川雅之らとA.O.Session、国吉良一らとうお金バンドを結成。
2009年 - 芳野藤丸の呼びかけでSHŌGUN STYLE（現SHŌGUN）に参加、全国ツアー敢行。2014年までにアルバム2枚、DVD1枚、2015年に岡本加入後初のシングルをリリース。
2015年12月14日 - 還暦を祝うライブ『BLUFF feat. 岡本郭男 with Friends「岡本郭男還暦祭」』をBLUES ALLEY JAPAN（東京都）にて開催。BLUFFのメンバー他、芳野藤丸、兼崎順一、西慎嗣、包国充、諸岡ケンジがスペシャルゲストとして参加。BLUFF、AB'S、スペクトラム、SHŌGUNなどの楽曲を披露した。
2019年2月3日 新メンバーを迎え「AB'S」活動再開。その他、数多くのスタジオワーク、ライブサポートや、自らのバンド活動やセッション参加等、精力的に音楽活動を続けている。

## 人物・エピソード
小学校時代にグループ・サウンズを聞き始める。中学校時代、野球選手を夢見て練習に励んだ。ヤマハネム音楽院時代の寮で山本恭司と同室だった。趣味は釣り、ビリヤード、ボウリング。

## ディスコグラフィー
正式にバンドのメンバーとしてリリースしたもののみ。愛奴、スペクトラム、80年代のAB'S、THE TRIPLE Xの「人生の訓示」は、いずれもメジャー・レーベルで発売されている。
愛奴
- 「LOVE IN CITY」

スペクトラム
- 「SPECTRUM」
- 「OPTICAL SUNRISE」
- 「TIME BREAK」
- 「SECOND NAVIGATION」
- 「SPECTRUM BRASSBAND CLUB」
- 「SPECTRUM FINAL」
- 「スペクトラム伝説」（ベストアルバム）
- 「SUPER REMIX 1991」

AB'S
- 「AB'S」
- 「AB'S-2」
- 「AB'S-3」
- 「AB'S Best Collection 〜Moon Years〜」
- 「A5B3S」（ミニアルバム）
- 「SINGLE」（マキシシングル）
- 「NEW」
- 「BLUE」

The Triple X
- 「WE ARE THE TRIPLE X」
- 「Lolita Complex」
- 「人生の訓示」

BLUFF
- 「β」（ミニアルバム）

SHŌGUN
- 「Sound Splash」
- 「The Road of Life」
- 「Chase the Way」（シングル）

## 作曲
- Second Navigation（スペクトラム：「SECOND NAVIGATION」）
- In The City Night（AB'S:「AB'S」）
- Flight 007（AB'S:「AB'S-2」）
- Ethnic Cosmic（AB'S:「AB'S-3」）
- Last Horizon（AB'S:「A5B3S」）
- Music Crusade（AB'S:「NEW」）
- Can You Keep It Up!?（AB'S:「NEW」）
- Night View（AB'S:「BLUE」）
- Back to Paradise（AB'S:「BLUE」）

## 主な活動
レコーディング参加
浜田省吾、松山千春、長渕剛、浜田麻里、芳野藤丸、桑名正博、桑名晴子、菊池ひみこ、堀井勝美プロジェクト、前田亘輝、中森明菜、松本孝弘、西城秀樹、諸岡ケンジ、河内淳一 、『ルパン三世のテーマ'97』、『Melodies of Life』（『ファイナルファンタジーIX』主題歌）他多数。
ライブ参加
長渕剛、松山千春、諸岡ケンジ、稲垣潤一、テレサ・テン、桑名正博、西城秀樹、山本恭司、江口洋介、谷村新司、ZOO、クミコ、近藤房之助 、AJ-米田渡-、劇団四季『アイーダ』（劇伴）他多数。
長渕剛のサポートを多くこなし「桜島オールナイトコンサート」「YAMATOツアー」「Come on Stand up!アリーナツアー」「FRIENDSツアー」に参加。長渕バンド新結成の為2010年からは一度外れるが、2012年「Run for Tomorrow 〜明日の為に〜」で再び参加している。

## その他
名前の漢字が「郭男」（あつお）だが、「敦男」と誤表記されることがしばしばある。更に、アルファベット表記でIkuo Okamotoと誤表記されているものもいくつか存在する。愛奴「LOVE IN CITY」や浜田省吾の「生まれたところを遠く離れて」のクレジットでは、「岡本あつお」とひらがな表記になっている。